# Frans Francken el Joven

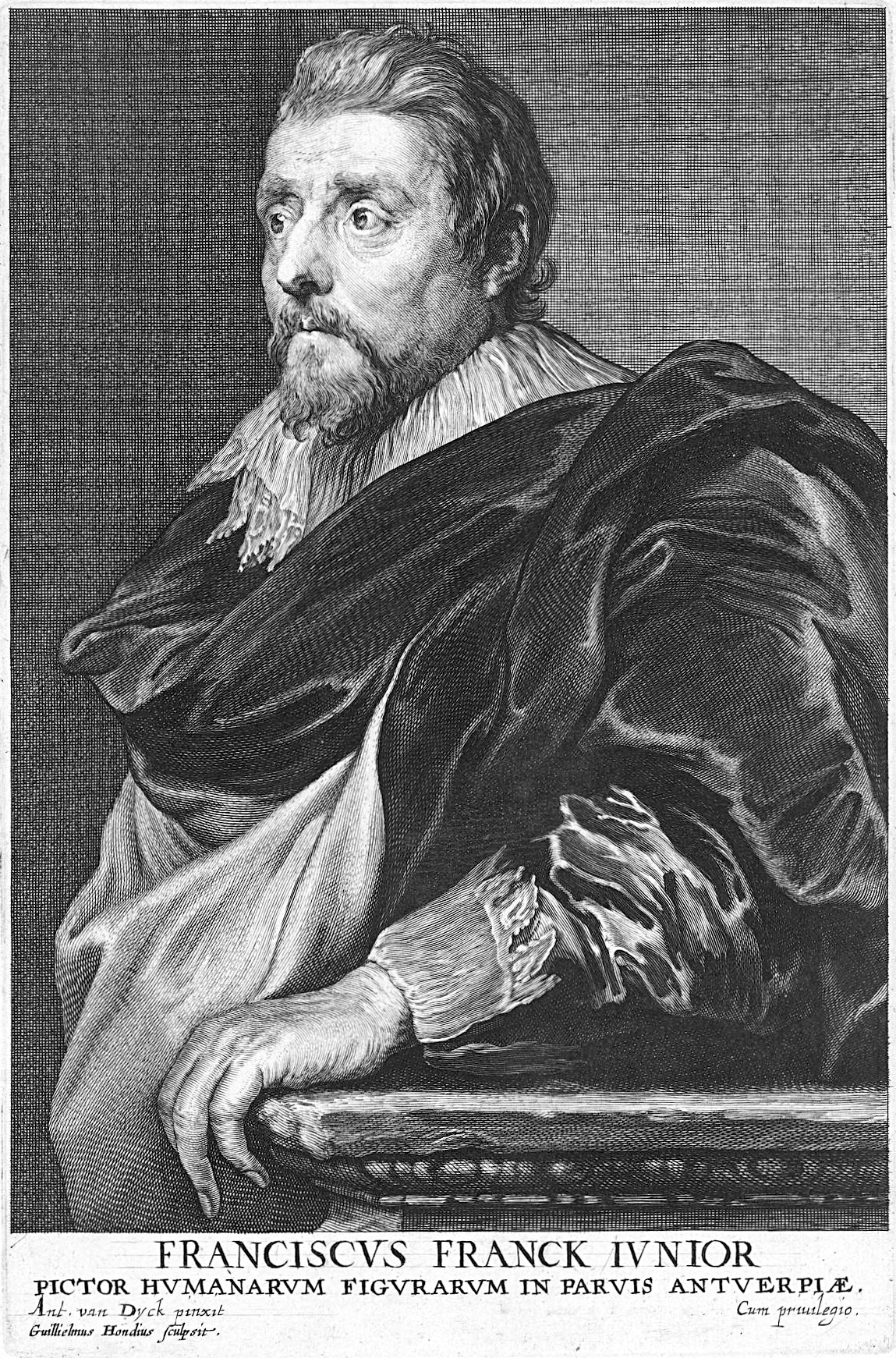
Frans Francken el Joven

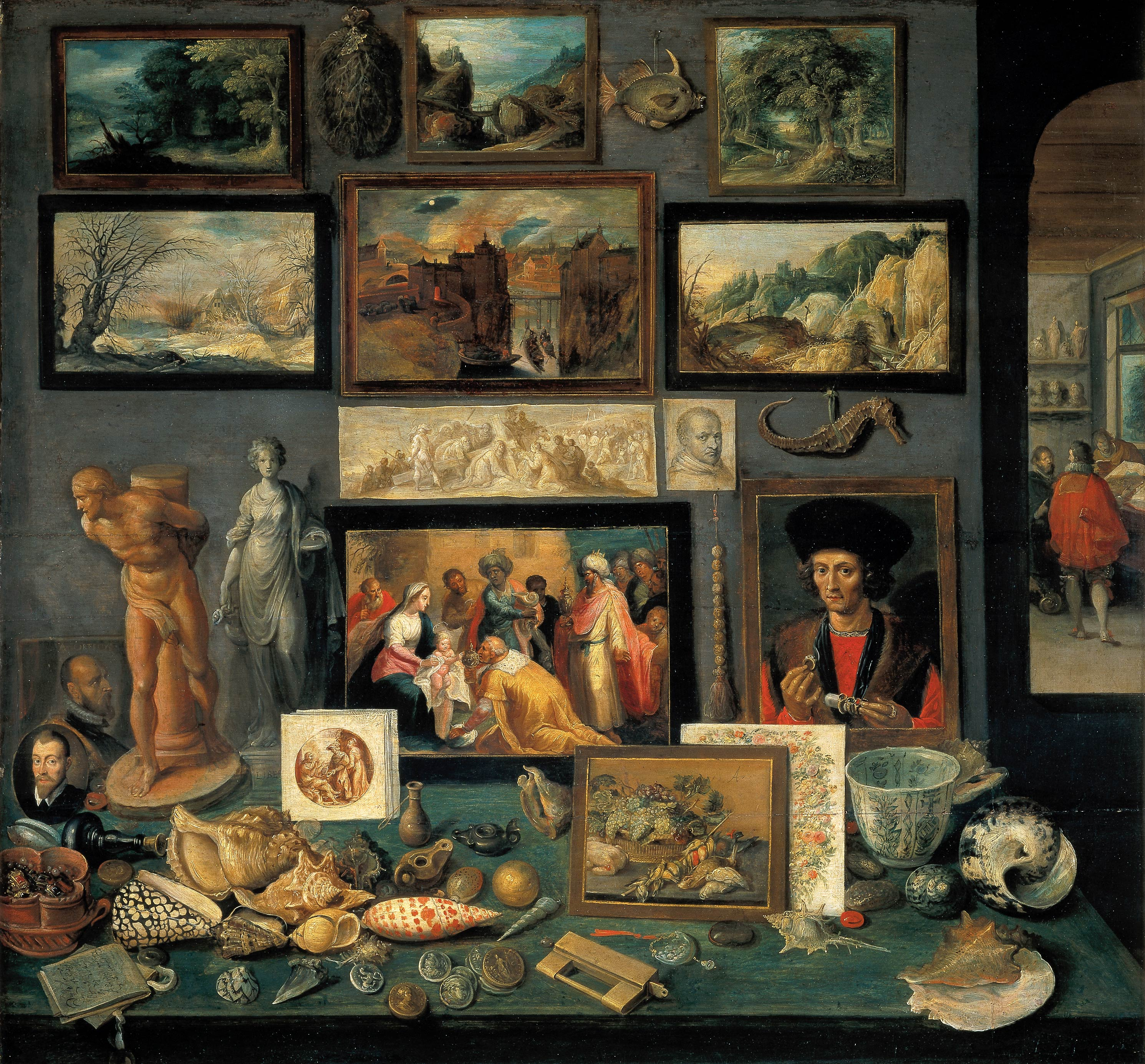
Kunst- und Raritätenkammer (Cámara de Arte y Rarezas), 1636. Museo de Historia del Arte de Viena.

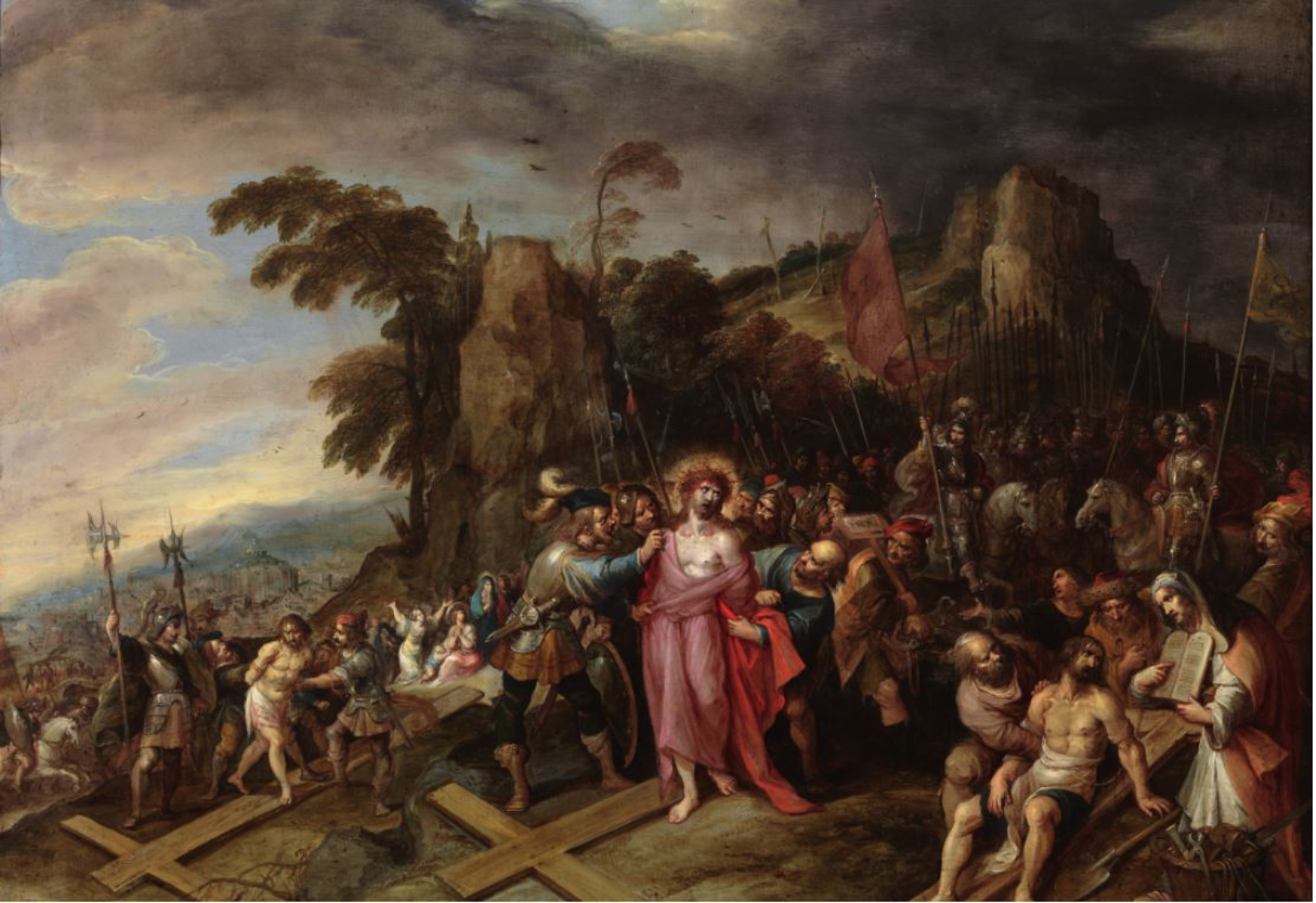
Jesús despojado de sus vestiduras. Óleo sobre cobre, 56 x 77 cm. Frans Francken II. Museo de Bellas Artes de Valencia.

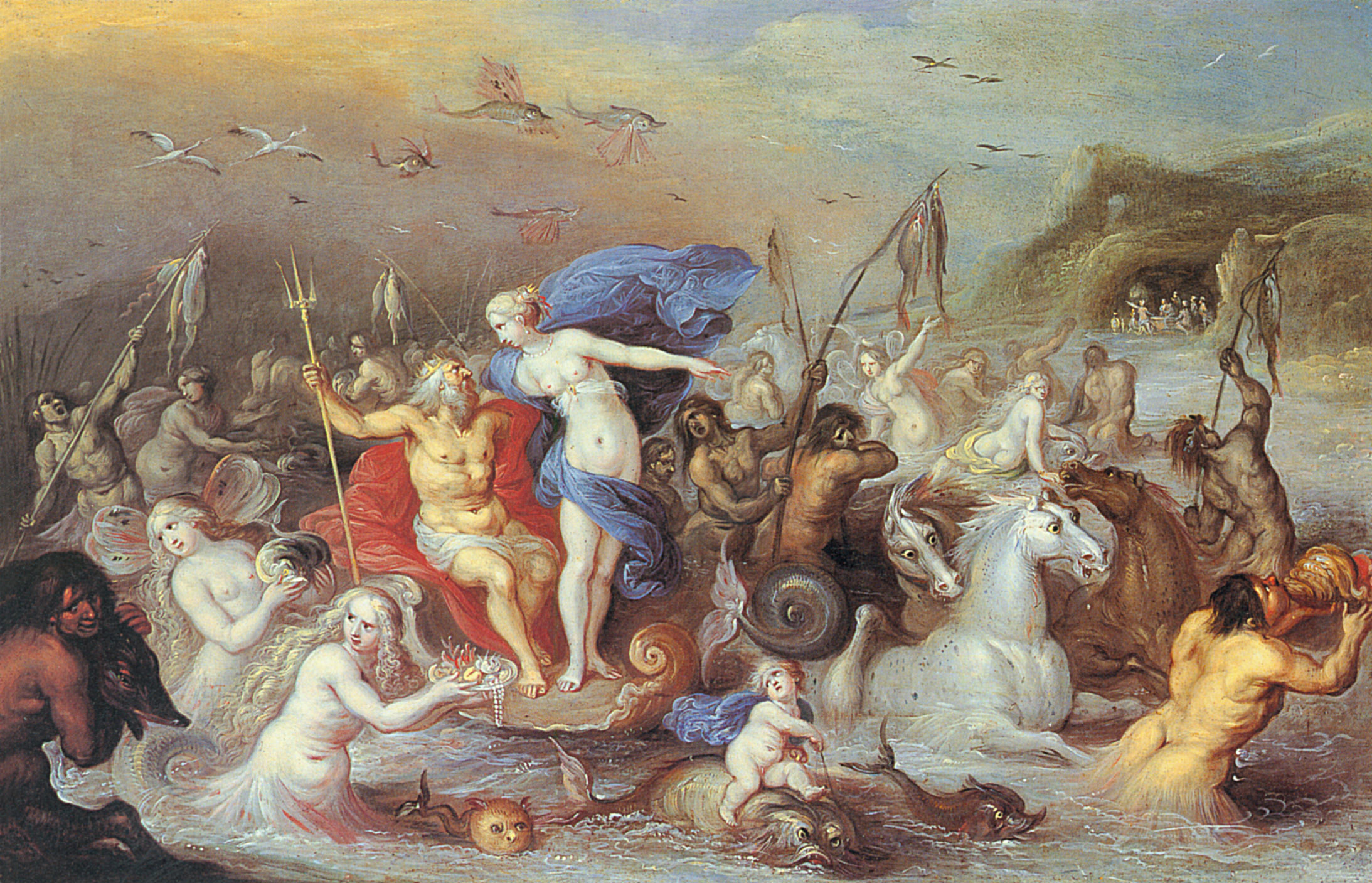
Triomftocht van Neptunus en Amphitrite (Procesión Triunfal de Neptuno y Anfitrite).

Frans Francken el Joven (Amberes, 1581-6 de mayo de 1642) fue un pintor barroco flamenco, el más conocido y fructífero de los Francken, familia de artistas.

## Biografía
Aprendió con su padre, Frans Francken el Viejo, cuyo estilo cultivó en un primer momento. Se hizo maestro en 1605. En 1614 aparece como decano de la guilda de San Lucas, (gremio de pintores de Amberes). Su padre murió en 1616. Hasta esa fecha, la firma de Frans Francken era «De Jon F. Franck» o «De Jonge Frans Francken». A partir de 1628, pintando ya su hijo, que sería Frans Francken III, usó la que había sido firma de su padre: «De Oude Frans Francken».

## Estilo
Cultivó varios géneros. Muchas de sus obras son pequeñas pinturas de gabinete históricas, alegóricas y bíblicas, cuyo centro de atención son las figuras. En un momento posterior de su vida pintó también grandes cuadros para iglesias. Francken colaboró con frecuencia con otros artistas, añadiendo figuras a obras de Pieter Neefs el Viejo (Viático en el interior de una iglesia del Museo del Prado) Tobias Verhaecht y Abraham Govaerts. 
También inventó o popularizó varios temas nuevos que se hicieron populares en la pintura flamenca, como las obras de género pobladas por monos (más tarde imitadas por David Teniers el Joven. Pero, sobre todo, se le conoce por sus Kunstkamer o «galerías de arte», esto es, cuadros que representan con gran minuciosidad una riqueza de tesoros naturales y artísticos, de valor histórico y cultural, con un fondo neutro. Los formatos son medianos o pequeños. Gracias a estas obras se pueden conocer las colecciones de arte de la nobleza y los ricos burgueses de la época.
Su estilo se caracteriza por una composición suelta, rico colorido y formas elegantes. Los ojos de las personas los pinta de una manera muy característica, con puntos negros en caras finas.

## Obras
- Cabinet d'amateur de Sebastián Leerse, Museo Real de Bellas Artes, Amberes
- Jesús despojado de sus vestiduras, Museo de Bellas Artes de Valencia.
- Aquiles reconocido por Ulises
- Israelitas atravesando el Mar Rojo, 1621, Kunsthalle, Hamburgo
- Etéocles y Polinices
- Milagro en la tumba de san Bruno
- Obras de Misericordia
- Tríptico o Retablo de los cuatro coronados, 1624, Museo de Bellas Artes, Amberes
- Festín o Banquete en la casa del burgomaestre Rockox, h. 1630-1635, Alte Pinakothek, Múnich
- Un príncipe visitando el tesoro de una galería, 1633, Museo del Louvre, París
- Historia de Creso y Salón, Reales Museos de Bellas Artes, Bruselas
- Hijo pródigo, 1633, Museo de Karlsruhe; Museo del Louvre
- Aquelarre de brujas
- La cena del Rey Baltasar, Capilla de San José de la Catedral de Sevilla.
- la Crucifixión, Museo de Historia del Arte, Viena
- Banquete del Rey Midas, Museo Herzog Anton Ulrich, Brunswick
- Alegoría de la Fortuna, Compiègne

En el Museo del Prado de Madrid hay hasta 15 obras suyas. entre ellas, una docena contienen Historias del Antiguo Testamento.